# Communauté de Grand Ronde
La communauté de Grand Ronde est une réserve amérindienne située sur plusieurs parcelles non contiguës des comtés de Yamhill et de Polk, en Oregon, aux États-Unis. Elle s'étend sur 42,4 km2, à une trentaine de kilomètres à l'est de Lincoln City, près de la census-designated place de Grand Ronde. Elle est fondée en 1854 afin d'y déporter différentes tribus de l'Ouest de l'Oregon. Elle est gérée par les tribus confédérées de la communauté de Grand Ronde et compte une population de 408 habitants selon l'American Community Survey.